# Корейски полуостров
Корейският полуостров е полуостров в Източна Азия между Японско море на изток, Жълто море на запад и Източнокитайско море на юг. На югоизток Корейския проток го отделя от Япония, а на югозапад протока Чеджу – от остров Чеджу-до. На север широкия 170 km Корейски провлак го свързва с континента. Дължината му от север на юг е около 600 km, а преобладаващата ширина е около 200 km. Площта му възлиза на около 223 хил. km². В южните и средни части на полуострова е разположена Република Южна Корея, а северните му части влизат в състава на Северна Корея. Източното му крайбрежие е слабо разчленено, а западното и особено южното е изпъстрено с множество заливи, полуострови и над 3500 острова, формиращи т.нар. Корейски архипелаг. Релефът на полуострова е предимно планински. На изток и юг са разположени Източнокорейските планини с височина до 1915 m, средните части са заети от ниски планини и хълмове, а на запад са разположени крайбрежни низини. Климатът е умерен, мусонен, а на юг – субтропичен. Средната януарска температура в Сеул е -3.5 °C, а средната юлска – 25.3 °C. Годишната сума на валежите варира от 900 mm на север до 1500 mm на юг. Речната мрежа е гъста, като най-големите реки са Нактонган, Къймган, Тедонган. Долните части на планинските склонове на север са покрити с широколистни гори, които на юг се сменят с вечнозелени субтропични гори, а над 900 m н.в. следват смесените гори с преобладаване на корейския кедър.